# Перевёртка ЦРУ
«Перевёртка ЦРУ» (англ. CIA invert) — филателистическое название стандартной почтовой марки США (Sc #1610c) с ошибкой печати (перевёртка), номиналом в один доллар США, выпущенной Почтовой службой США в 1979 году.

## Описание
Это марка из серии «Американа», выпускавшейся в период с 1975 по 1981 год. На однодолларовой марке изображены подсвечник и свеча с фитилём из сердцевины ситника, которые использовались в колониальный период.
Марка увидела свет 2 июля 1979 года, при этом один марочный лист из 100 марок был выпущен с перевёрнутым чёрным цветом, который печатался последним, хотя он и занимает бо́льшую часть марки. Подсвечник и текст оказались перевёрнутыми относительно пламени. Обнаружено 95 экземпляров перевёртки. Её номер по каталогу «Скотт»: 1610c. Она стала первой почтовой маркой США, выпущенной со значительным элементом рисунка, напечатанным вверх ногами, со времени появления в 1962 году перевёртки Дага Хаммаршельда.

## История обнаружения
Один лист марок приобрёл сотрудник ЦРУ, которого попросили купить почтовые марки в почтовом отделении. Вовлеченные в эту историю сотрудники ЦРУ оставили себе по одной марке, а остальные продали филателистическому дилеру. Правительство попыталось вернуть марки, но безуспешно, поскольку марки были вполне законно приобретены на почте у почтового служащего.

## Филателистическая ценность
В 2004 году данная перевёртка оценивалась в каталогах марок всего лишь в 15 тысяч долларов США, что составляет одну десятую стоимости «Перевёрнутой Дженни», хотя имеется примерно одинаковое количество экземпляров и той и другой марки. В том же году квартблок «Перевёртки ЦРУ» был продан за 60 тысяч долларов. В сентябре 2006 года на интернет-аукционе eBay были проданы копии этой марки.